# Chiwas
Chiwas, właśc. Marcin Siwek, ps. „Siwy” (ur. 22 listopada 1982 w Płocku) – polski muzyk, hip-hopowiec, autor tekstów, założyciel zespołu Jeden Osiem L (1998).
W 2008 ukazała się trzecia płyta Chiwasa, którą nagrał wraz z Nowatorem – Welcome to Poland.

## Dyskografia
- Jeden Osiem L – Wideoteka (26 listopada 2003, UMC Records)
- Jeden Osiem L – Słuchowisko (23 maja 2005, Universal Music Polska)
- Chiwas, Nowator – Welcome to Poland (20 czerwca 2008, My Music)